# 日本数学教育学会
公益社団法人 日本数学教育学会（にほんすうがくきょういくがっかい、英語: Japan Society Of Mathematical Education (JSME)）は、日本の学術研究団体の一つ。

## 概要
1919年1月18日設立。学術研究団体としての種別は単独学会。
数理科学を学術研究領域とし、数学教育に関する学理及びその応用についての研究の発表及び連絡、知識の交換、情報の提供等を行う場となることによって、幼稚園、小学校、中学校、高等学校、及び大学等の数学教育に関する研究の進歩普及を図り、国内の学術の発展に寄与することを目的としている。

## 沿革
- 1919年 - 日本中等教育数学会発足。
- 1938年 - 社団法人日本中等教育数学会へ移行。
- 1943年 - 社団法人日本数学教育会に改称。
- 1969年 - 社団法人日本数学教育学会に改称。
- 2014年 - 公益社団法人日本数学教育学会へ移行。

## 刊行物

### 日本数学教育学会誌（算数教育）
- 誌名（和文）：日本数学教育学会誌（算数教育）
- 誌名（欧文）：Journal of Japan Society of Mathematical Education: Arithmetic Education
- 創刊年：1952
- 資料種別：ジャーナル（査読付き論文を含む）
- 使用言語：日本語（英文抄録あり）
- 発行形態：印刷体
- 著作権帰属先：-
- クリエイティブコモンズ：-
- 購読：有料

### 日本数学教育学会誌（数学教育）
- 誌名（和文）：日本数学教育学会誌（数学教育）
- 誌名（欧文）：Journal of Japan Society of Mathematical Education: Mathematics Education
- 創刊年：1919
- 資料種別：ジャーナル（査読付き論文を含む）
- 使用言語：日本語のみ
- 発行形態：印刷体
- 著作権帰属先：-
- クリエイティブコモンズ：-
- 購読：有料

### 日本数学教育学会誌（数学教育学論究）
- 誌名（和文）：日本数学教育学会誌（数学教育学論究）
- 誌名（欧文）：Journal of Japan Society of Mathematical Education: Research Journal of Mathematics Education
- 創刊年：1961
- 資料種別：ジャーナル（査読付き論文を含む）
- 使用言語：日本語のみ
- 発行形態：印刷体
- 著作権帰属先：-
- クリエイティブコモンズ：-
- 購読：有料